# Pierre-Antoine Paulo
Pierre-Antoine Paulo OMI (ur. 23 marca 1944 w Camp Perrin, zm. 4 lutego 2021 w Arcahaie) – haitański duchowny katolicki, biskup diecezjalny Port-de-Paix w latach 2008–2020.

## Życiorys
Wstąpił do zgromadzenia misjonarzy oblatów Maryi Niepokalanej i tam złożył pierwsze śluby 2 sierpnia 1963, zaś profesję wieczystą 8 września 1966. Studiował filozofię i teologię na rzymskim Angelicum, gdzie w 1970 uzyskał tytuł licencjacki, zaś w 1979 tytuł doktora biblistyki.
20 grudnia 1969 otrzymał święcenia kapłańskie. Był m.in. mistrzem nowicjatu w Port-au-Prince (1975–1976 oraz 1979–1983), przełożonym scholastykatu oblatów w tymże mieście (1983–1986), a także superiorem misji oblackiej w Kolumbii (1994–2001).
7 lipca 2001 papież Jan Paweł II mianował go koadiutorem biskupa Port-de-Paix. Sakry biskupiej udzielił mu ówczesny metropolita Cap-Haïtien abp François Gayot SMM. Sukcesję przejął 1 marca 2008 roku. 14 kwietnia 2020 przeszedł na emeryturę.
W latach 2011–2017 pełnił funkcję wiceprzewodniczącego Konferencji Episkopatu Haiti.